# Georges Pézières
Georges Pézières (La Boissièira (Erau), 2 de maig del 1885 - Perpinyà, 1 de març del 1941) va ser un professor i polític, senador del 1935 al 1941.

## Biografia
Fill d'ensenyant, després de finir els seus estudis entrà de professor de lletres al "collège" de Perpinyà. El 1924 s'adherí a la SFIO, i a l'any següent va ser elegit regidor a l'ajuntament de la capital del Rosselló; més endavant -1928- esdevingué adjunt a l'alcalde (tinent d'alcalde). En no va ser reelegit a les eleccions del 1929, va ser nomenat secretari de la federació de la SFIO pels Pirineus Orientals i es convertí en el principal col·laborador de Joan Payrà, president del consell General dels Pirineus Orientals. Va ser secretari de la federació i, des del 1934, secretari de la secció de Perpinyà fins al 1935. Al mateix 1935 tornà a ser regidor de l'ajuntament.
A l'octubre del 1931, Pézières havia estat elegit Conseller General de Sant Pau de Fenollet, i seria reelegit sis anys més tard. Es presentà, i sortí escollit juntament amb Joan Payrà, a les eleccions senatorials del 20 d'octubre del 1935 i prengué possessió el 14 de gener següent. Al seu pas pel palau de Luxembourg, Pézières formà part de diverses comissions: duanes i ensenyament el 1935, administració general el 1937, exèrcits, comerç i finances el 1938, instrucció de la Cort de Justícia també el 1938. El 10 de juliol del 1940 fou un dels parlamentaris (els 80 de Vichy) que s'oposaren a la reforma constitucional que implicava el vot de plens poders a Philippe Pétain, i que obria la porta al règim de Vichy col·laboracionista amb el nazisme. Mort Pézières uns mesos més tard per una greu malaltia, el diputat nord-català i company socialista Louis Noguères aprofità el seu elogi per manifestar-se públicament en contra del govern de Vichy. Poc després, Noguères seria sancionat amb l'exili intern.
L'ajuntament de Perpinyà dedicà un carrer al seu ex-regidor. També Sant Pau del Fenollet posà el seu nom a una avinguda.